# Leste grego e Oeste latino

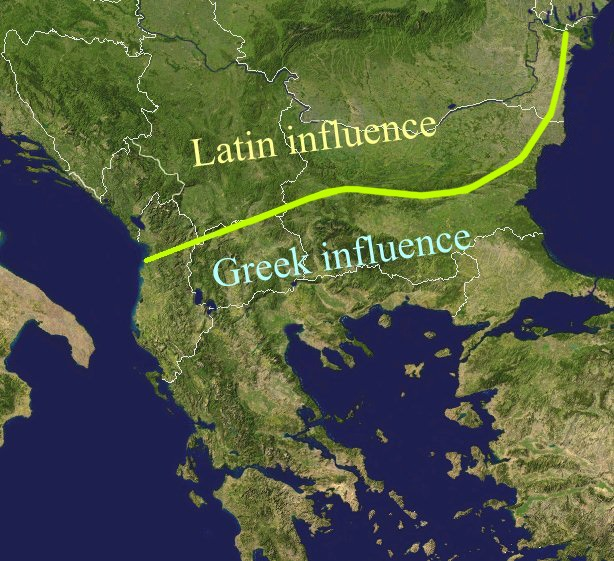
A Linha Jirecek divide influências gregas e latinas na península balcânica.

Leste grego e oeste latino são termos usados para distinguir entre as duas partes do mundo greco-romano, especificamente as regiões orientais onde o grego era a língua franca (Anatólia, Grécia, Bálcãs, Levante e Egito) e as partes ocidentais onde o latim desempenhou este papel (Magrebe, Europa Central, Gália, Península Ibérica, Itália e Ilhas Britânicas). Durante o Império Romano, uma divisão persistiu entre as áreas de língua latina e grega; essa divisão foi incentivada por mudanças administrativas na estrutura do império entre os séculos III e V, o que levou ao estabelecimento de administrações separadas para as metades oriental e ocidental do Império. 
Após a queda da parte ocidental, pars occidentalis, do Império, os termos leste grego e oeste latino são aplicados a áreas que anteriormente faziam parte das partes leste ou oeste do império, e também a áreas pertencentes à Grécia ou Esfera cultural latina, mas que nunca fez parte do Império Romano. Isso deu origem a duas dicotomias modernas. A primeira é a divisão do cristianismo calcedoniano que se desenvolveu na Europa entre o cristianismo ocidental (o precursor do catolicismo romano do qual o protestantismo se separou em 1517) e a ortodoxia oriental. Segundo, os europeus tradicionalmente consideram o Mediterrâneo Greco-Romano (da Espanha à Síria) como tendo uma divisão cultural leste/oeste. As culturas associadas aos romances históricos, germânicos, escandinavos, húngaros, finlandeses, bálticos, celtas, eslavos ocidentais e às igrejas ocidentais históricas (Europa Central e Ocidental) são tradicionalmente consideradas ocidentais; essas culturas adotaram o latim como língua franca na Idade Média. As culturas associadas ao Império Romano do Oriente e ao Império Russo (gregos, eslavos ortodoxos, romenos, georgianos e, em menor grau, turcos trácio e anatólio, albaneses e bósnios) têm sido tradicionalmente consideradas orientais; todas estas culturas utilizavam o grego ou a antiga igreja eslava como linguá franca durante o início da Idade Média. 

## Use em relação ao Império Romano
No contexto clássico, o leste grego se refere às províncias e estados clientes do Império Romano, nos quais a língua franca era principalmente grega . 
Esta região incluía toda a península grega com algumas outras partes do norte dos Bálcãs, as províncias ao redor do Mar Negro, as do Bósforo, toda a Ásia Menor (no sentido mais amplo possível, incluindo a Capadócia e estendendo-se para a Armênia Menor), Magna Graecia (parte sul da península italiana e Sicília) e as outras províncias ao longo da borda oriental do mar Mediterrâneo (Judeia, Síria, Cirenaica e Egito). Essas províncias romanas haviam sido colônias gregas ou estados governados pela Grécia durante o período helenístico, isto é, até as conquistas romanas. 
No início da antiguidade tardia, começando com a reorganização das divisões provinciais do império durante o reinado de Diocleciano (governado de 284 a 305), a expressão "Oriente grego" evoluiu para contrariar o Ocidente latino. Posteriormente, o leste grego refere-se às províncias de língua grega mencionadas acima (depois de 395 principalmente no Império Romano de língua grega), em contraste com as províncias da Europa Ocidental, Itália (excluindo o Catapanato da Itália, onde ainda falavam grego) e Noroeste da África (depois de 395 no Império Romano do Ocidente de língua latina).

## Use com relação ao Cristianismo
Leste grego e oeste latino são termos usados também para dividir o Cristianismo calcedoniano nos povos ortodoxos fala grega da bacia do Mediterrâneo oriental, centrados no Império Bizantino, e nos povos católicos de língua latina da Europa Ocidental. Aqui, o oeste latino aplica-se a regiões que antes faziam parte do Império Romano do Ocidente, especificamente Itália, Gália (Gália), Hispânia, noroeste da África e Britânia, mas também a áreas que nunca fizeram parte do Império, mas que mais tarde vieram a a esfera cultural do oeste latino, como Magna Germania, Hibérnia (Irlanda), Caledônia (Escócia). Nesse sentido, o termo latim passou a se referir à língua litúrgica e acadêmica da Europa Ocidental, já que muitos desses países não falavam latim. 
O termo grego varia em como é aplicado. No sentido mais restrito, após a ascensão do Império Romano, ele é aplicado apenas ao Império Romano Oriental (Bizantino). Dependendo do autor, também pode ser aplicado a 
- Áreas em que a língua grega era a língua acadêmica e religiosa comum durante os tempos romanos clássicos e no início da Idade Média, incluindo Síria, Egito, Palestina, etc.
- Áreas que historicamente estão em comunhão com a Igreja Ortodoxa Oriental (anteriormente bizantina), que inclui a Rússia e grande parte da Europa Oriental, mas excluem amplamente o Egito, a Síria, a Armênia etc., que se opunham amplamente à influência de Constantinopla ter formado o que hoje é chamado a Igreja do Oriente e Ortodoxia Oriental. Os romenos falavam uma língua românica, mas seguiam a igreja bizantina.
- Áreas que foram fortemente influenciadas culturalmente pelo Império Bizantino, direta ou indiretamente, durante a Idade Média, incluindo a Europa Oriental e os impérios islâmicos
  - nota: entre os historiadores muçulmanos, "grego" e "romano" são frequentemente categorias especificamente associadas aos cristãos. Embora o Sultanato de Roma e, mais tarde, o Império Otomano adotassem títulos bizantinos e se descrevessem como governantes de "Roma", essa era uma designação geográfica, da mesma maneira que os sultões Ghaznavids ou Delhi seriam conhecidos como governantes de "Hindustão".

O termo latim sobreviveu por muito mais tempo como um termo unificador para o Ocidente, porque o idioma latino sobreviveu até muito recentemente como um idioma acadêmico e litúrgico, apesar das fragmentações e mudanças religiosas na Europa Ocidental. A língua grega, por outro lado, morreu rapidamente nas terras árabes, e as nações eslavas nunca adotaram totalmente a língua, apesar de sua longa afiliação religiosa com os romanos/bizantinos do leste. 